# Михайлівка (Алчевський район)
Миха́йлівка — селище в Україні, у Алчевській міській громаді, Алчевського району Луганської області. Відстань до Перевальська становить близько 11 км і проходить автошляхом М30, що збігається з E50.
Знаходиться на тимчасово окупованій території України.

## Історія
У XVIII сторіччі поблизу сучасного селища існувало два зимівника Кальміуської паланки Війська Запорозького Низового:
- Зимівник запорожця Харка на річці Білій — на території сучасного села
- Петрів Яр та Прокопів Яр — між сучасними селами Михайлівка та Малокостянтинівкою

За даними на 1859 рік у власницькому селі Михайлівка  (Аврамівка) Слов'яносербського повіту Катеринославської губернії мешкало 510 осіб (257 чоловіків та 253 жінки), налічувалось 53 дворових господарства, існувала православна церква та завод, відбувалось 2 щорічних ярмарки.
Станом на 1886 рік у колишньому власницькому селі, центрі Михайлівської волості, мешкало 485 осіб, налічувався 91 двір, існували православна церква та лавка.
На початок 1908 рік населення зросло до 990 осіб (477 чоловічої статі та 513 — жіночої), 172 дворових господарства.
Під час організованого радянською владою Голодомору 1932—1933 років померло щонайменше 88 жителів селища (за іншими даними — 85 осіб).
В селі Михайлівка (власне, в Олексіївці, що є частиною Михайлівки) розташований музей Бориса Грінченка.
12 червня 2020 року, відповідно до Розпорядження Кабінету Міністрів України  № 717-р «Про визначення адміністративних центрів та затвердження територій територіальних громад Луганської області», увійшло до складу Алчевської міської громади.
17 липня 2020 року, в результаті адміністративно-територіальної реформи та ліквідації Перевальського району увійшло до складу Алчевського району.

## Населення

### Мова
Розподіл населення за рідною мовою за даними перепису 2001 року:
| Мова            | Кількість | Відсоток |
| --------------- | --------- | -------- |
| українська      | 2204      | 76.40%   |
| російська       | 665       | 23.05%   |
| білоруська      | 6         | 0.21%    |
| інші/не вказали | 10        | 0.34%    |
| Усього          | 2885      | 100%     |

## Відомі особи
- Поклонська Наталія Володимирівна — колаборантка, прокурор Криму, депутат Державної Думи РФ.
- Проводенко Леонід Михайлович (позивний «Козак») — учасник російсько-української війни.